# Marist Liufau
Marist Liufau (Kalihi, 9 febbraio 2001) è un giocatore di football americano statunitense che milita nel ruolo di linebacker per i Dallas Cowboys della National Football League (NFL).

## Carriera universitaria
Nella sua prima stagione a Notre Dame nel 2019, Liufau disputò quattro partite mentre nel 2020 partì come titolare in tre gare su dieci, mettendo a segno 22 tackle e 0,5 sack. Nel 2021 saltò l’intera stagione a causa di un infortunio alla caviglia subito in allenamento. Tornò in campo l’anno successivo disputando tutte le 13 partite come titolare, con 51 placcaggi, 0,5 sack e un intercetto. Nel 2023 disputò come titolare tutte le 12 partite, totalizzando 44 tackle e 3 sack. A fine anno optò per non disputare il Sun Bowl per prepararsi per il draft.

## Carriera professionistica

### Dallas Cowboys
Liufau scelto nel corso del terzo giro (87º assoluto) del Draft NFL 2024 dai Dallas Cowboys. Debuttò come professionista subentrando nella gara del primo turno vinta contro i Cleveland Browns mettendo a segno 2 placcaggi. La settimana successiva disputò la prima gara come titolare contro i New Orleans Saints facendo registrare 3 tackle. Nella settimana 15 scese in campo come titolare al posto dell'infortunato DeMarvion Overshown mettendo a segno 6 placcaggi e forzando un fumble nella vittoria sui Carolina Panthers. La sua prima stagione si chiuse con 50 tackle, 1,5 sack, 2 fumble forzati, uno recuperato e 3 passaggi deviati disputando tutte le 17 partite, di cui 9 come titolare.